# Jaume I (métro de Barcelone)
Pour les articles homonymes, voir Jaume.
Ne doit pas être confondu avec Torre Jaume I.
Jaume I est une station de la ligne 4 du métro de Barcelone. Elle est située sous la place de l'Ange, à l'intersection de la rue de la Princesse avec la via Laietana, dans la Vieille ville de Barcelone, en Catalogne.

## Situation sur le réseau
Établie en souterrain, la station Jaume I est située sur la ligne 4 du métro de Barcelone, entre les stations Urquinaona, en direction de Trinitat Nova, et Barceloneta, en direction de La Pau.